# Nam Duck-woo
Nam Duck-woo (22 de abril de 1924 – 18 de maio de 2013) foi um político sul-coreano.
Dr. Nam recebeu seu PhD em economia pela Universidade do Estado de Oklahoma. Ele foi o ministro das finanças de 1969 a 1974 sob a presidência de Park Chung-hee. Ele foi nomeado como vice-primeiro-ministro em 1974 e serviu nesta posição até 1978. Durante o governo de Chun Doo-hwan, Nam foi o primeiro-ministro de 1980 a 1982.
Dr. Nam serviu como presidente internacional do Conselho de Cooperação Econômica do Pacífico (PECC) de 1983 a 1985.

## Morte
Em 18 de maio de 2013, Duck-woo faleceu de câncer testicular aos 89 anos de idade.